# 大贵镇 (木兰县)
大贵镇是中国黑龙江省哈尔滨市木兰县下辖的一个镇。